# Liste der Biografien/Zae
Liste der Biografien |
Portal Biografien |
Personensuche
# |
A |
B |
C |
D |
E |
F |
G |
H |
I |
J |
K |
L |
M |
N |
O |
P |
Q |
R |
S |
T |
U |
V |
W |
X |
Y |
Z |
?
 
Za |
Zb |
Zc |
Zd |
Ze |
Zf |
Zg |
Zh |
Zi |
Zj |
Zk |
Zl |
Zm |
Zn |
Zo |
Zr |
Zs |
Zu |
Zv |
Zw |
Zy |
Zz
 
Zaa |
Zab |
Zac |
Zad |
Zae |
Zaf |
Zag |
Zah |
Zai |
Zaj |
Zak |
Zal |
Zam |
Zan |
Zao |
Zap |
Zaq |
Zar |
Zas |
Zat |
Zau |
Zav |
Zaw |
Zax |
Zay |
Zaz
Die Liste der Biografien führt alle Personen auf, die in der deutschsprachigen Wikipedia einen Artikel haben. Dieses ist eine Teilliste mit 17 Einträgen von Personen, deren Namen mit den Buchstaben „Zae“ beginnt.

## Zae

### Zaef
- Zaefferer, Dietmar (* 1947), deutscher Linguist

### Zaeh
- Zaeh, Philipp E., deutscher Betriebswirt und Hochschullehrer (HSBA Hamburg)
- Zaehner, Robert Charles (1913–1974), britischer, englischer Sprachwissenschaftler, Professor und Dozent in Oxford

### Zaen
- Zaengl, Josef (1801–1850), deutscher Theaterschauspieler
- Zaengl, Marianne Friederike Cäcilie (1816–1841), deutsche Opernsängerin (Sopran) und Theaterschauspielerin
- Zaengl, Walter (1931–2014), deutscher Elektroingenieur und Hochschullehrer
- Zaentz, Saul (1921–2014), US-amerikanischer Unternehmer und FilmproduzentSaul Zaentz (1921–2014)

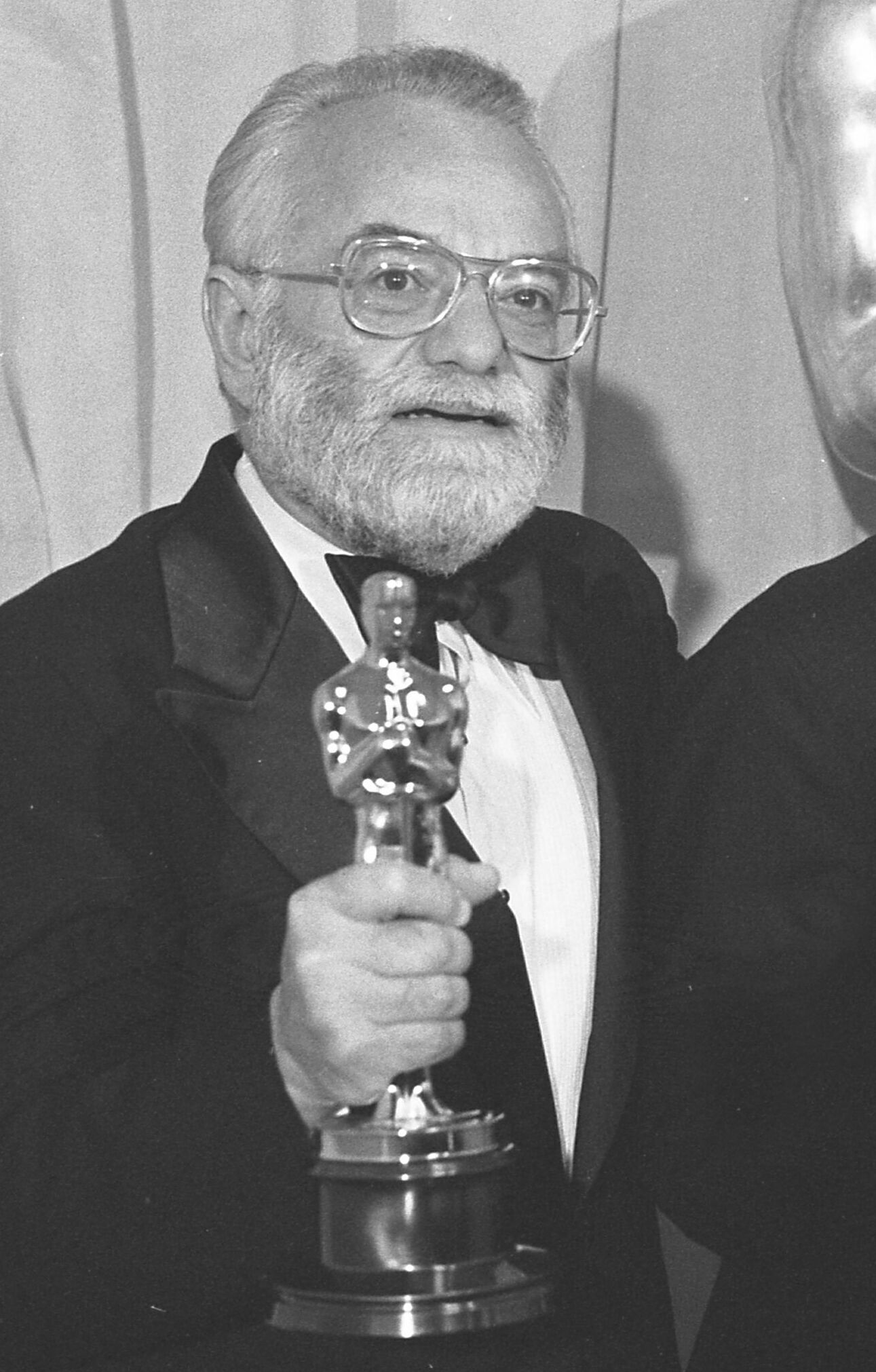
Saul Zaentz (1921–2014)

### Zaep
- Zaepernick, Gertraud (1915–2005), deutsche Historikerin
- Zaepfel, Armand (1890–1937), deutscher Film- und Theaterschauspieler
- Zaepffel, Jean-Évangéliste (1735–1808), französischer Geistlicher und Bischof von Lüttich

### Zaer
- Zaera-Polo, Alejandro (* 1963), spanischer Architekt
- Zaeri-Esfahani, Mehrnousch (* 1974), deutsch-iranische Autorin, Sozialpädagogin und Referentin
- Zaeringer, Wilhelm (1873–1942), deutscher Ingenieur und Manager der Schachtbauindustrie

### Zaes
- Zaeschmar, Georg (1852–1932), deutscher Reichsgerichtsrat
- Zaeske, Horst, deutscher Filmregisseur und Drehbuchautor
- Zaeske-Fell, Johanna (1894–1969), deutsche Schriftstellerin

### Zaev
- Zaev, Zoran (* 1974), nordmazedonischer Politiker